# Lluís Miracle Arola
Lluís Miracle Arola (Barcelona, 11 de setembre de 1928 - Barcelona, 25 d’agost de 2019) va ser un editor, jugador i entrenador d'handbol català. Pioner d'aquest esport en la modalitat a onze jugadors i a set.
Va jugar entre d'altres al SEU de Barcelona, a la Unió Atlètica Sant Gervasi, al Junior, al River Plate (Argentina), al Centre d'Esports Sabadell Futbol Club i al FC Barcelona. Al FC Barcelona va compaginar la tasca de jugador, capità i entrenador fins a la seva retirada l'any 1964.
Campió de Catalunya i d'Espanya en la modalitat a onze i a set. Campió de l'Argentina en la modalitat a onze. Va ser dels primers internacionals catalans tant en la modalitat a onze i a set i va formar part de la direcció tècnica de la RFEBM. Guardonat l'any 1987 per la Generalitat de Catalunya com a Forjador de la Història Esportiva de Catalunya en la modalitat d'handbol. Publicà el llibre El Handbol a onze català.